# Nardò
Nardò – miejscowość i gmina we Włoszech, w regionie Apulia, w prowincji Lecce.
Według danych na rok 2004 gminę zamieszkiwało 30 807 osób, 162,1 os./km².

## Linki zewnętrzne

Piazza Salandra

## Tor
W Nardò znajduje się tor używany do jazd próbnych samochodów osiągających wysokie prędkości. Długość toru wynosi 12,5 km. Jest on  pochylony i idealnie okrągły, co powoduje, że kierowcy nie używają praktycznie kierownicy, gdyż samochód sam skręca. Jedynie supersamochody wymagają korygowania jazdy kierownicą. Rekord prędkości na torze osiągnął Bugatti Veyron Super Sport (435 km/h).